# بحيرة أتلاسوف
جزيرة أتلاسوف، وتعرف باللغة الروسية باسم «أوستروف أتلاسوفا (Остров Атласова)، وفي اللغة اليابانية باسم» آريدو، هي جزيرة بركانية في أقصى الشمال، وهي أعلى بركان في جزر الكوريل، وهي جزء من ساخالين أوبلاست في روسيا. من أسمائها الأخرى «أوخوجاتش»، «أوكاوبا»، «أليد»، وهو اسم البركان الذي يقع على الجزيرة.
سميت الجزيرة على اسم فلاديمير أتلاسوف، وهو مستكشف روسي من القرن السابع عشر الذي وحّد شبه جزيرة كامشاتكا مع روسيا. وهي في الأساس مخروط بركاني بحري يعرف باسم بركان أليد، ويبرز فوق بحر أوخوتسك بارتفاع 2339 متراً. تبلغ مساحة الجزيرة حوالي 119 كيلومتراً مربعاً، وهي حالياً غير مسكونة. تبرز العديد من المخاريط الحلقية البازلتية البركانية على الجانبين الشمالي الغربي والجنوبي الشرقي لآسيا، بما فيها المخروط الخارجي الذي تشكّل بعد انفجار البركان 1933-1934.

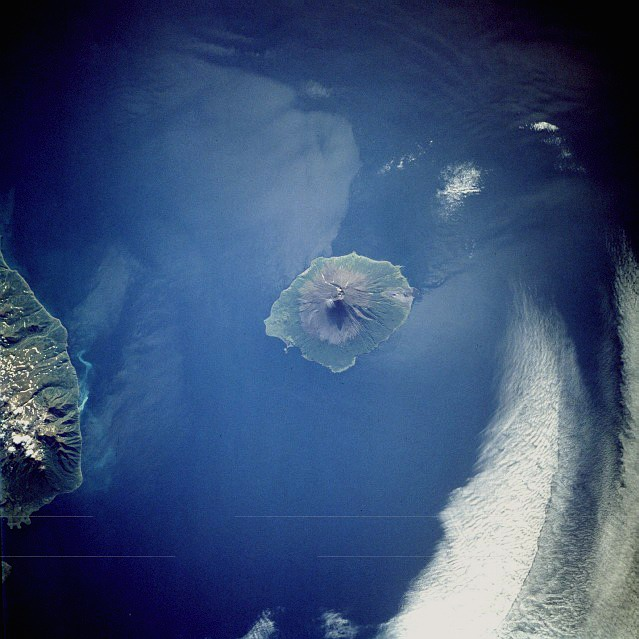
جزيرة أتلاسوف من الفضاء، سبتمبر 1992 (صورة من الجنوب الغربي إلى الأعلى)

بسبب شكلها شبه المثالي، ظهرت العديد من الأساطير حول البركان بين شعوب المنطقة. وقد أُخبر العالم الروسي ستيبان كراشينينكوف قصة أنها كانت ذات مرة جبل في كامتشاتكا، لكن الجبال المجاورة غارت من جمالها ونفتها في البحر، تاركةً وراءها بحيرة كوريل الواقعة جنوب كامتشاتكا. جغرافياً، لا يوجد دليل على هذه القصة، فبعد العصر الجليدية الأخير، ذاب معظم الجليد، ما رفع مستوى الماء في العالم، ومن المحتمل أنه عمل على غمر الجسر الأرضي للبركان.
بعد انتقال جزر الكوريل إلى اليابان بموجب معاهدة بطرسبورغ عام 1875، أصبحت «أوياكوبا» (حسب اسمها الياباني) أبعد الجزر التابعة للامبراطورية اليابانية شمالاً. وقد وصفها «إيتو أوسامو» عام 1926 بأنها أكثر جمالاً من جبل فوجي.
تتبع الجزيرة إدارياً لساخالين أوبلاست في روسيا.